# بوليكاسترو بوسينتينو
بوليكاسترو بوسينتينو (بالإيطالية: Policastro Bussentino)‏ هي قرية إيطالية صغيرة (فراتسيوني) تابعة لبلدية سانتا مارينا في مقاطعة سلرنو بمنطقة كمبانية، ويبلغ عدد سكانها 1625 نسمة.